# Jardín Botánico Histórico de Barcelona
El Jardín Botánico Histórico de Barcelona (en catalán: Jardí Botànic Històric de Barcelona) es un jardín botánico de la ciudad de Barcelona situado en el sector de la Foixarda de la montaña de Montjuic, dentro del Parque de Montjuic (en catalán: Parc de Montjuïc). Fue creado en 1930 por el botánico Pius Font i Quer sobre dos hondonadas de la antigua cantera Foixarda, cuyos terrenos habían sido cedidos al Ayuntamiento de Barcelona en 1915 por la familia de Josep Rovira i Bruguera. Inaugurado el 17 de julio de 1941, fue cerrado al público en 1986 y, tras la consolidación de sus terrenos y el reacondicionamiento de su recinto, reabierto en 2003. Es una de las sedes del Museo de Ciencias Naturales de Barcelona, como también lo es el Jardín Botánico de Barcelona, inaugurado en 1999 e igualmente situado en la montaña de Montjuic.

## Localización
Está situado en el sector de la Foixarda del Parque de Montjuic, detrás del Museo Nacional de Arte de Cataluña, en la avenida dels Montanyans, siendo fácilmente reconocible por presentar los árboles de mayor tamaño que se encuentran en la ciudad de Barcelona. 

### Acceso
Av. dels Montanyans s/n (Parc de Montjuïc): 
- Metro: línea Espanya (L1 y L3)
- Autobús: líneas 150 y 55

## Historia

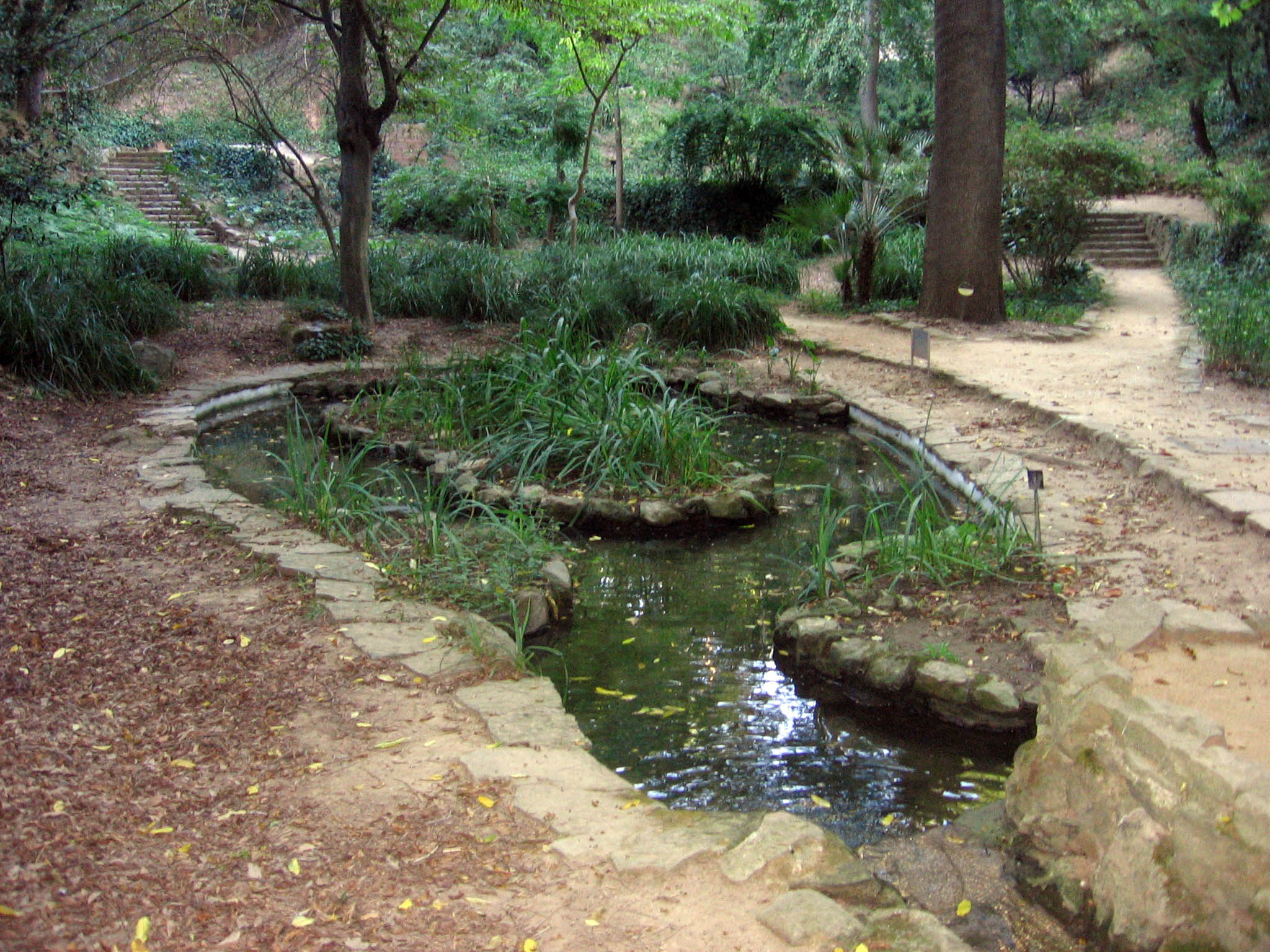
Jardín Botánico Histórico de Barcelona.

El Jardín Botánico Histórico de Barcelona fue creado en 1930 por el botánico Pius Font i Quer sobre dos hondonadas de la antigua cantera Foixarda (la del Sot de la Masía y la del Sot de l'Estany), cuyos terrenos fueron cedidos al Ayuntamiento de Barcelona en 1915 por la familia del industrial y político regionalista Josep Rovira i Bruguera con destino a parques y jardines según proyecto de urbanización de la montaña de Montjuic para la Exposición Internacional de Barcelona de 1929.
Inaugurado el 17 de julio de 1941, las obras de acondicionamiento de equipamientos en la montaña de Montjuic para las Olimpiadas de 1992, conllevaron en 1986 que tuvieran que ser abiertos nuevos accesos a Montjuic, afectando este movimiento de tierras la estabilidad de los terrenos abruptos del Jardín Botánico Histórico, debiendo su recinto ser cerrado al público aquel año. 
Esta situación de cierre del Jardín Botánico Histórico de Barcelona motivó que se propusiera para cubrir su vacío la creación de un nuevo jardín botánico para la ciudad de Barcelona que fuera un centro de estudio y conservación de especímenes especializado en la flora mediterránea, surgiendo así el Jardín Botánico de Barcelona, inaugurado el 18 de abril de 1999 y creado sobre el solar de un antiguo vertedero de escombros en otra ubicación de la montaña de Montjuic, según proyecto del Ayuntamiento de Barcelona subvencionado por la Unión Europea.
El antiguo jardín botánico, una vez consolidado su terreno y reacondicionado su recinto, fue abierto nuevamente al público en octubre de 2003, ahora con la denominación de Jardín Botánico Histórico para poder ser diferenciado del de nueva creación.

## Colecciones

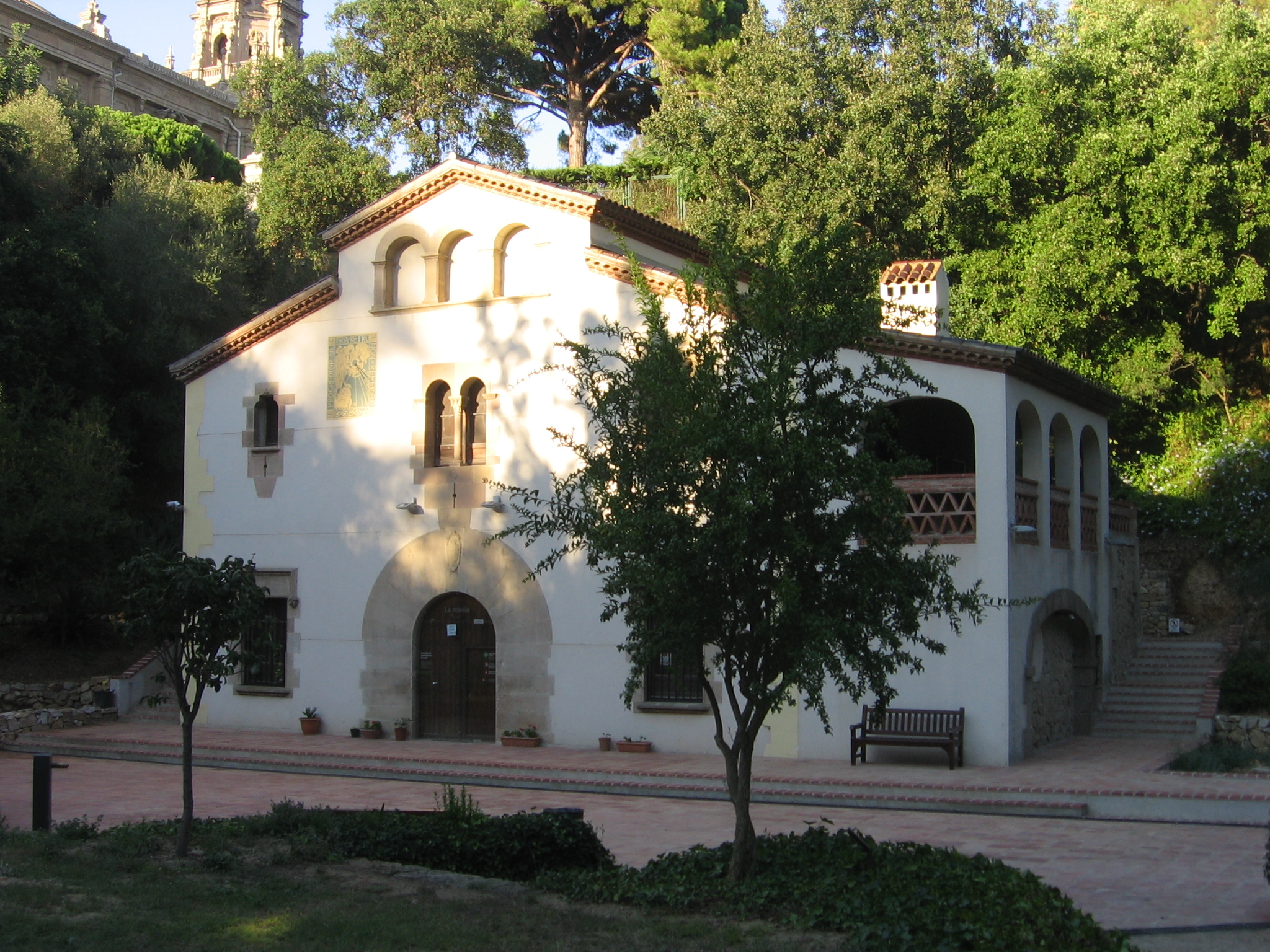
Masía del Jardín Botánico Histórico.

Este jardín botánico alberga plantas procedentes de todo el mundo y contiene los árboles más altos que pueden verse en Barcelona, como un fresno de hoja pequeña, un nogal del Cáucaso o un alcanforero, entre otros.
Ha desempeñado también durante muchos años un gran papel en los ámbitos de la investigación y la conservación, siendo de destacar, por ejemplo, la recuperación de la especie Lysimachia minoriscensis, planta que desapareció de su hábitat natural en la isla de Menorca y que, gracias a los ejemplares que existían en el jardín botánico, pudo ser reintroducida de nuevo en su medio natural.
Entre sus colecciones son de destacar:
- Plantas de Cataluña
- Colección de plantas de las islas Baleares
- Colección de plantas de los Pirineos
- Plantas medicinales